# Universidad de Utrecht
La Universidad de Utrecht (en neerlandés, Universiteit Utrecht, UU) es una universidad neerlandesa situada en Utrecht, en los Países Bajos. Es una de las universidades más antiguas y más grandes de los Países Bajos y una de las más prestigiosas de Europa. 

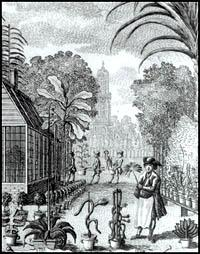
Jardines Botánicos de Sonnenborgh

Según la Clasificación Académica de las mejores universidades del mundo, elaborado por la Universidad de Shanghái Jiao Tong, la Universidad de Utrecht es la número 52 del mundo y tiene el undécimo lugar en Europa. En el año 2007, la revista The Science Magazine publicó una investigación anual de las universidades donde la de Utrecht aparecía en el lugar número 9 del mundo, en el lugar número 7 de Europa y en el lugar número 1 de los Países Bajos. 
Fundada el 26 de marzo de 1636, la Universidad de Utrecht a 2020 acoge a 31.801 estudiantes y emplea a 7.191 personas. En 2004, se otorgaron 525 doctorados y se publicaron 6.948 artículos. El presupuesto en 2018 ascendió a 857 millones de euros.
Hasta mediados del decenio de los noventa, se le llamó la Real Universidad de Utrecht (Rijksuniversiteit Utrecht, RUU). Su lema es Sol Iustitiae Illustra Nos, es decir, "Sol de Justicia, ilumínanos." 

## Descripción
La Universidad de Utrecht se estructura en siete facultades. Las facultades se subdividen en departamentos o “escuelas”. 
- Facultad de Letras
  - Departamento de Artes y Letras
  - Departamento de Teología
  - Departamento de Filosofía
- Facultad de Ciencias Sociales y del Comportamiento
- Facultad de Derecho, de Economía y de Gobernanza
  - Utrecht University School of Economics (USE)
  - Utrecht University School of Law
  - Utrecht University School of Governance (USG)
- Facultad de Ciencias Geológicas
  - Departamento de Ciencias de la Tierra
  - Departamento de Geografía física
  - Departamento de Ciencias del Medio Ambiente y de Innovación
  - Departamento de Geografía Humana y de Planificación Espacial
- Facultad de Medicina / Utrecht Universitair Medisch Centrum
- Facultad de Medicina Veterinaria 7
- Facultad de Ciencias
  - Departamento de Biología
  - Departamento de Química
  - Departamento de Ciencias de la Información y de Informática
  - Departamento de Matemáticas
  - Departamento de Farmacia
  - Departamento de Física y de Astronomía

También existen tres escuelas interfacultades: 
- University College Utrecht (UCU) / Roosevelt Academy
- Instituto de Ética
- Instituto de Educación IVLOS

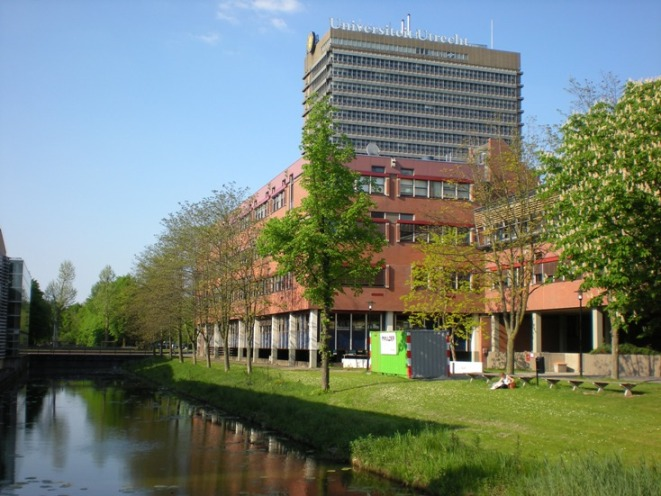
De Uithof (nuevo campus de la universidad de Utrecht)
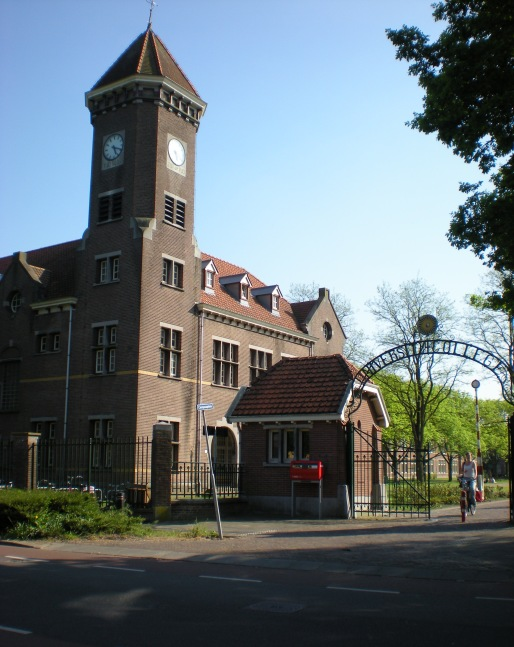
University College Utrecht
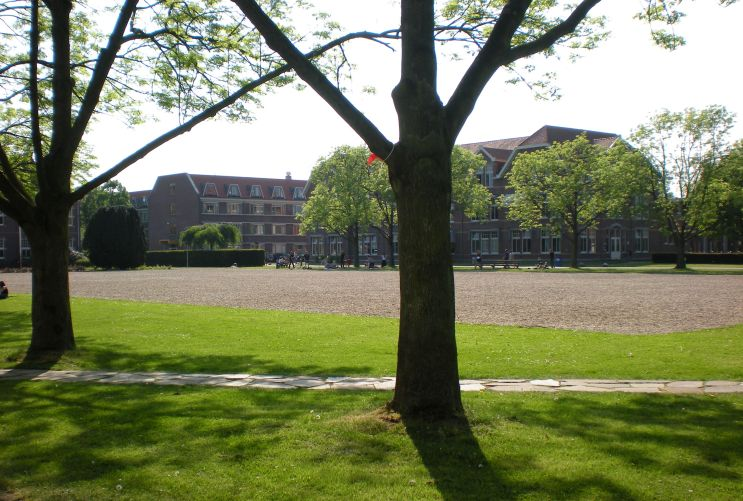
University College Utrecht

El rectorado (Academiegebouw), la Facultad de Letras y la Facultad de Derecho, Economía y de Gobernanza se encuentran principalmente en el centro de la ciudad (Janskerkhof) y ocupan la mayoría de los edificios históricos. Las otras cinco facultades, el Utrecht Universitair Medisch Centrum (UMC) y la mayoría de los servicios administrativos se pueden encontrar en el nuevo campus de De Uithof, en las afueras de la ciudad. El Uithof a la larga se incorporará en el Parque Científico conocido como Utrecht Science Park (USP), un lugar para educación, investigación y con empresas innovadoras. Así el USP ahora está realizando proyectos para convertirse en un centro importante para el intercambio de conocimiento, innovación y desarrollo económico. Este proyecto está financiado parcialmente por la Comisión Europea. El University College Utrecht ocupa una antigua base militar (Kromhout kazerne). Además de por las facultades, la universidad es conocida por su museo y su Jardín Botánico.

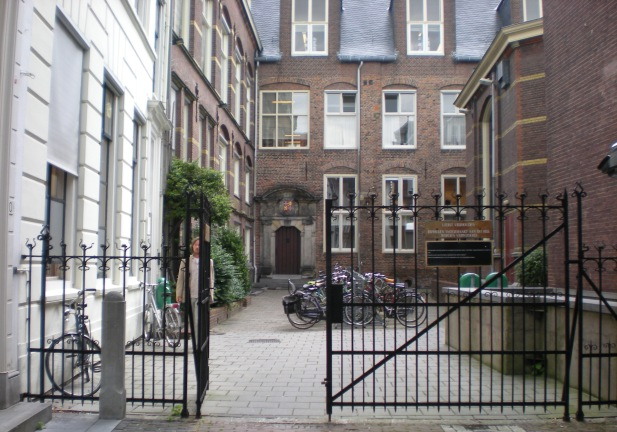
Juridische Bibliotheek (Biblioteca de Derecho y de Economía)
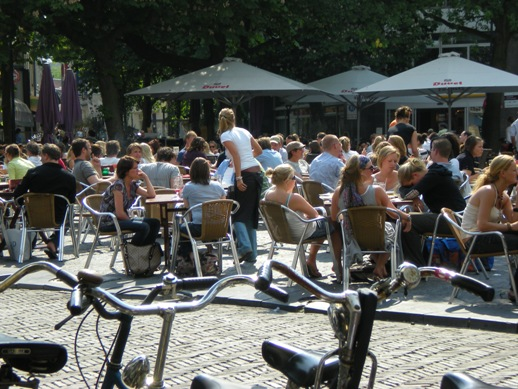
Vida estudiantil en Utrecht
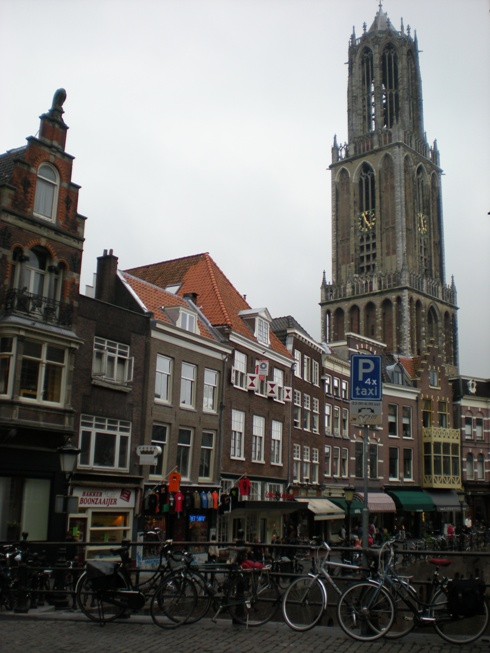
Dom van Utrecht

La Universidad de Utrecht está afiliada a la Asociación de universidades europeas (EUA), la Liga de Universidades de Investigación Europeas (LERU), la Red de Utrecht y la Stichting Academisch Erfgoed.

## Especificidad
Si la ciudad bátava de Utrecht seduce por su atmósfera a la vez medieval y contemporánea y por lo tanto, sigue siendo muy popular y acogedora, la reputación de la universidad importa cada vez más a los estudiantes cuando llega el momento de elegir el lugar de estudio. De hecho, los estudiantes son cada vez más en tomar en cuenta la excelencia de la universidad como los programas de estudio y el nivel altísimo de la investigación. En 2009, el 92 por ciento de los estudiantes encuestados declaran que "la Universidad de Utrecht tiene una excelente reputación" frente a sólo 72 por ciento en 2007. La estrecha colaboración entre los estudiantes y los profesores, la excelencia en los programas académicos como en la investigación afectan la elección de la universidad para el 48 por ciento de los recién llegados contra 7 por ciento en 2007. En comparación con investigaciones previas, la reputación de la institución en la elección de los estudios crece de forma importante frente al atractivo de la ciudad. 
A septiembre de 2007, la Universidad de Utrecht ya ofrecía: 
- 46 programas de primer grado (bachelor), tres de los cuales también están disponibles en inglés (Utrecht School of Economics, University College Utrecht y la Roosevelt Academy)
- 196 programas de postgrado (máster), de los cuales 89 se imparten en inglés
- programas de capacitación para los maestros (disponible en holandés e inglés)

En este sentido, Utrecht tiene la más amplia gama de programas enseñados en inglés en los Países Bajos. Por último, Utrecht refuerza cada año su estatus internacional. Este año, la universidad acoge 1900 estudiantes de 125 países diferentes (6,5% de la población estudiantil).

## Historia

### SigloVII-XII

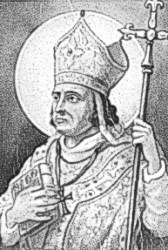
Willibrord d'Utrecht (env. 658-739)

Las raíces de la Universidad de Utrecht remontan al siglo VII. El obispo misionero Willibrord de Utrecht establece su sede episcopal en la ciudad de Utrecht y por lo tanto, desempeña un papel crucial en el desarrollo futuro de la ciudad. En 695, Willibrord abre un seminario para los sacerdotes y la nobleza de Utrecht. El seminario está relacionado con la catedral y gana su fama bajo el nombre de Domschool (Escuela de la Catedral). Alrededor de 928, el emperador Enrique I estudia ya a la Domschool. Pues, Utrecht se convierte en el centro intelectual y cultural del norte de los Países Bajos.

### SigloXII-XVII

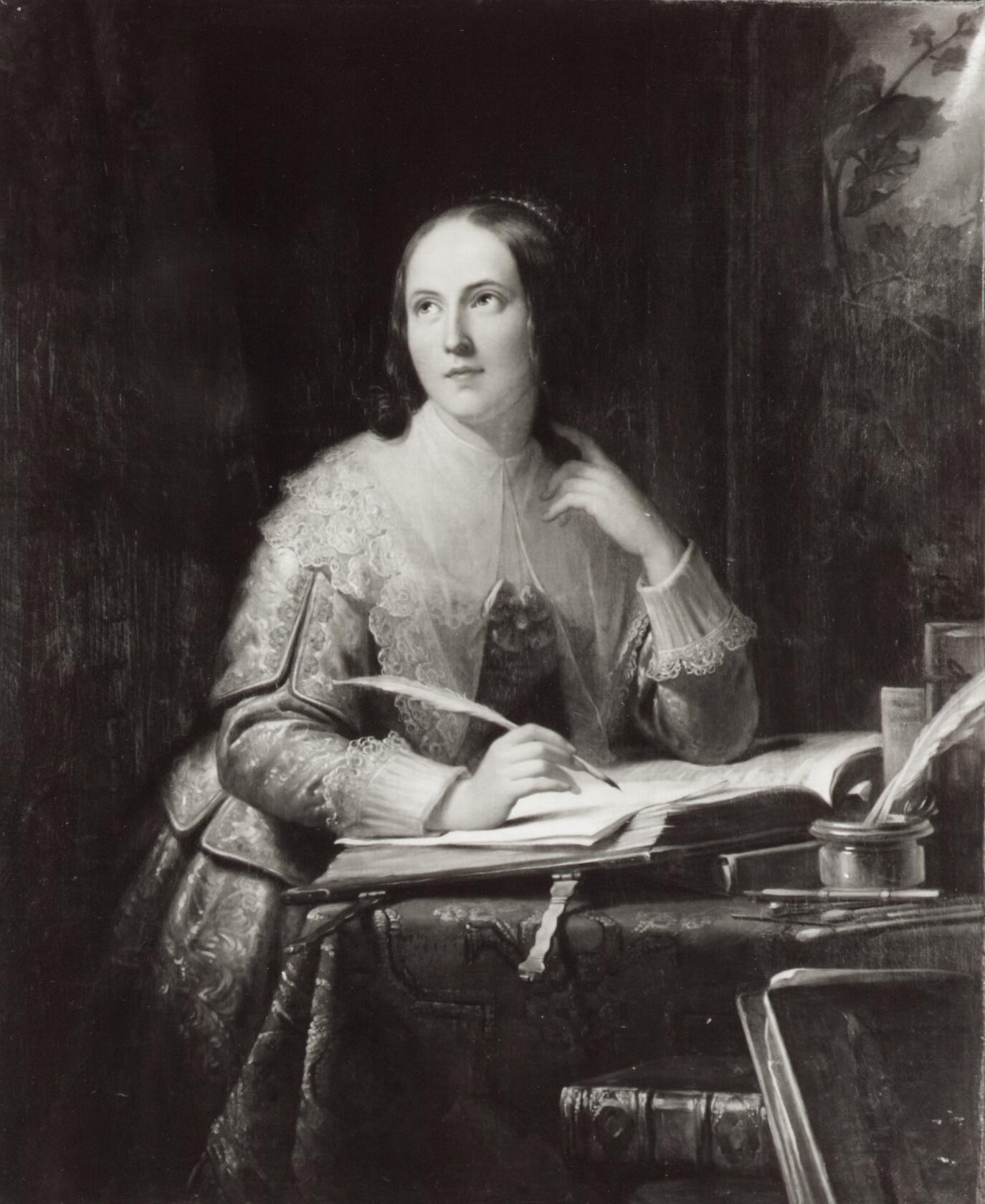
Anna Maria van Schurman (1607-1678)

Otras escuelas, una de ellas la Hieronymusschool, nacen en Utrecht. Si la Domschool ya no aprovecha su antigua gloria, la Hieronymusschool gana prestigio y atrae a estudiantes cada vez más numerosos. Fundada en 1474 por los Hermanos de la Vida Común, la Hieronymusschool tiene como gran particularidad de introducir el humanismo en su enseñanza. 
En 1470, el Consejo de Utrecht adopta una resolución para proporcionar la posibilidad de establecer una universidad en Utrecht. Sin embargo, la resolución no tiene éxito. Como resultado, los estudiantes de aquella época siguen estudiando el derecho, la teología o la medicina en universidades extranjeras. 
En 1580, Utrecht se somete a la Reforma y luego, confisca los libros de la biblioteca del Capítulo Episcopal para ponerlos en la biblioteca de la ciudad, que más tarde se convierte en la biblioteca universitaria. 
En 1634, el Consejo de la Ciudad (stadsbestuur) establece una "escuela ilustra". Con objetivo de entregar títulos, la "escuela ilustra" esta elevada al régimen de universidad el 26 de marzo de 1636, cuya fecha corresponde a la fundación de la Universidad de Utrecht. Sin embargo, los estrenos de la universidad son modestos. De hecho, sólo participan en sus comicios una docena de estudiantes y siete profesores repartidos en cuatro facultades: filosofía, teología, derecho y medicina. El primer rector es Bernardus Schotanus, profesor de Derecho y de Matemáticas. El discurso inaugural ha sido escrito bajo la influencia de Gisbertus Voetius, profesor de Teología y de Ciencia oriental. 
Si en su principio la universidad solo acepta varones, la excepción llega ya con Anna Maria van Schurman (1607-1678). Sin embargo, la primera estudiante sigue el curso del teólogo Gisbertus Voetius con toda discreción, es decir, sentada en una esquina y ocultada de la mirada masculina por una cortina.

### sigloXVII-XIX
El siglo XVII corresponde a la Edad de Oro de las Provincias Unidas. Si las Provincias Unidas encabezan un poderoso imperio colonial y comercial, el espíritu de tolerancia y de libertad seduce y atrae los comerciantes e intelectuales de toda Europa. Por lo tanto, Utrecht se convierte en un centro político y eminentemente cultural en el norte de Europa. De esa manera, la Universidad de Utrecht aprovecha el polo atractivo de su ciudad compite con universidades más antiguas como las de Leiden (1575), Franeker (1585) y Groninga (1614) y " escuelas ilustres " de Harderwijk (1599) y Ámsterdam (1632). En este sentido, Leiden se posiciona como el principal rival de Utrecht, que en respuesta, aumenta sus inversiones. Así se establece el Jardín Botánico en Sonnenborgh y un observatorio en Smeetoren.
En el siglo XVIII, la Universidad de Utrecht declina y atraviesa unos periodos difíciles como la de la ocupación francesa (1806-1813) durante lo cual Utrecht pierde su estatuto de universidad y esta relegada en" escuela secundaria". 
En 1815, si la Universidad de Utrecht reaprovecha su estatuto académico y se lo devuelve sus derechos, ella se convierte sin embargo en una universidad estatal. Así pues, la Universidad de Utrecht se centra en las ciencias naturales y de hecho, contribuye considerablemente al renacimiento de esta disciplina en los Países Bajos. Naturalistas como Harting, Mulder, Buys Ballot, Donders acaban de promover la enseñanza en laboratorio.

### SigloXIX-XX
Hacia finales del siglo XIX, la Universidad de Utrecht necesita más dinero para financiar y mantener la calidad de su enseñanza. Sin embargo, el gobierno neerlandés no tiene los fondos necesarios para cubrir los gastos de Utrecht. A pesar de que la universidad siga invirtiendo en el personal, los edificios y el equipamiento, se lo vuelve más difícil atraer o retener a los mejores científicos. Sin embargo, la edificación del Hospital Académico en Catharijnesingel (1872) y la construcción de la nueva ciudad dan un nuevo impulso a las ambiciones de la universidad. 

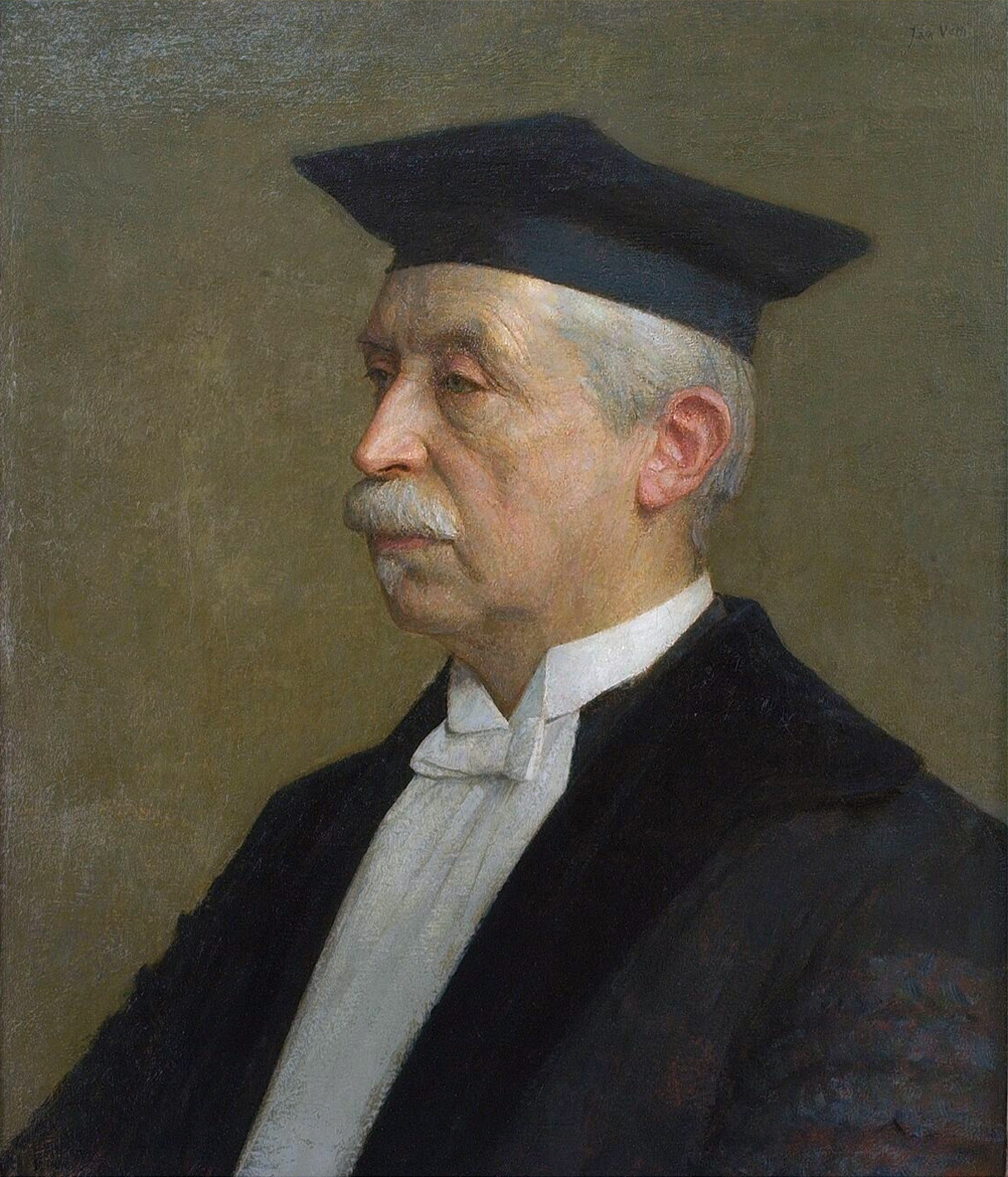
Christiaan Eijkman (1858-1930)

No obstante, la feminización dentro de la universidad llega poco a poco. Al respecto, Catharine van Tussenbroek es la primera mujer a matricularse en la Universidad de Utrecht. En 1915, más de 25% de los estudiantes son mujeres. Sin embargo, el personal académico no sigue la misma tendencia. Aunque la primera profesora holandesa, Johanna Westerdijk sea nombrada en Utrecht en 1916, será la única mujer a enseñar después de la Segunda Guerra Mundial. 
La universidad despega de nuevo gracias a personalidades como el fisiólogo Hubrecht, los abogados Molengraaff y Hamaker, los historiadores Kernkamp y Geyl, naturalistas como Magnus y Minnaert y teólogos como Van Unnik. En 1929, Christiaan Eijkman se convierte en el primer científico de Utrecht en recibir el Premio Nobel.
En 1925, se inaugura la sexta facultad de medicina veterinaria. También inicia la universidad nuevos programas de estudio y especializaciones. Después de la Segunda Guerra Mundial, las secciones de geociencias, biología y química son autosuficientes y una facultad de ciencias sociales emerge. Desde los años sesenta, Utrecht se extiende rápidamente y tiene ya que recolocar a De Uithof el hospital universitario, los servicios administrativos y las facultades más destacadas en el ámbito científico que ahora necesitan más científicos y equipamientos frente a la constante evolución de la ciencia. Si el Estado neerlandés sigue siendo un socio de la Universidad de Utrecht, ella logra una cierta independencia y se convierte definitivamente en un verdadero modelo de autogestión. 
Finalmente, el número de estudiantes inscritos crece con toda prisa. Si la Universidad de Utrecht alberga unos 800 estudiantes en 1900, son casi 3.000 a finales de los años 1930 y cerca de 23.000 en 2000. Con más de 29.000 estudiantes matriculados en 2008, Utrecht es una de las más grandes universidades de los Países Bajos.

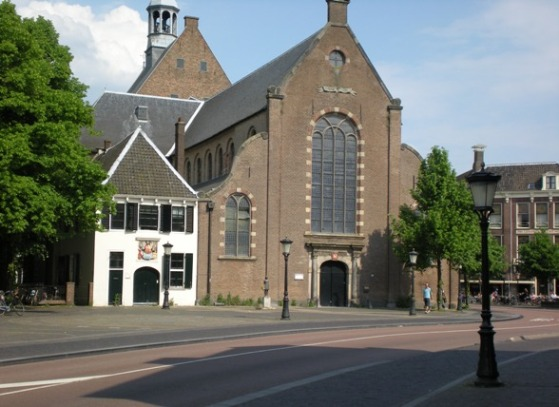
Janskerkhof (Utrecht)

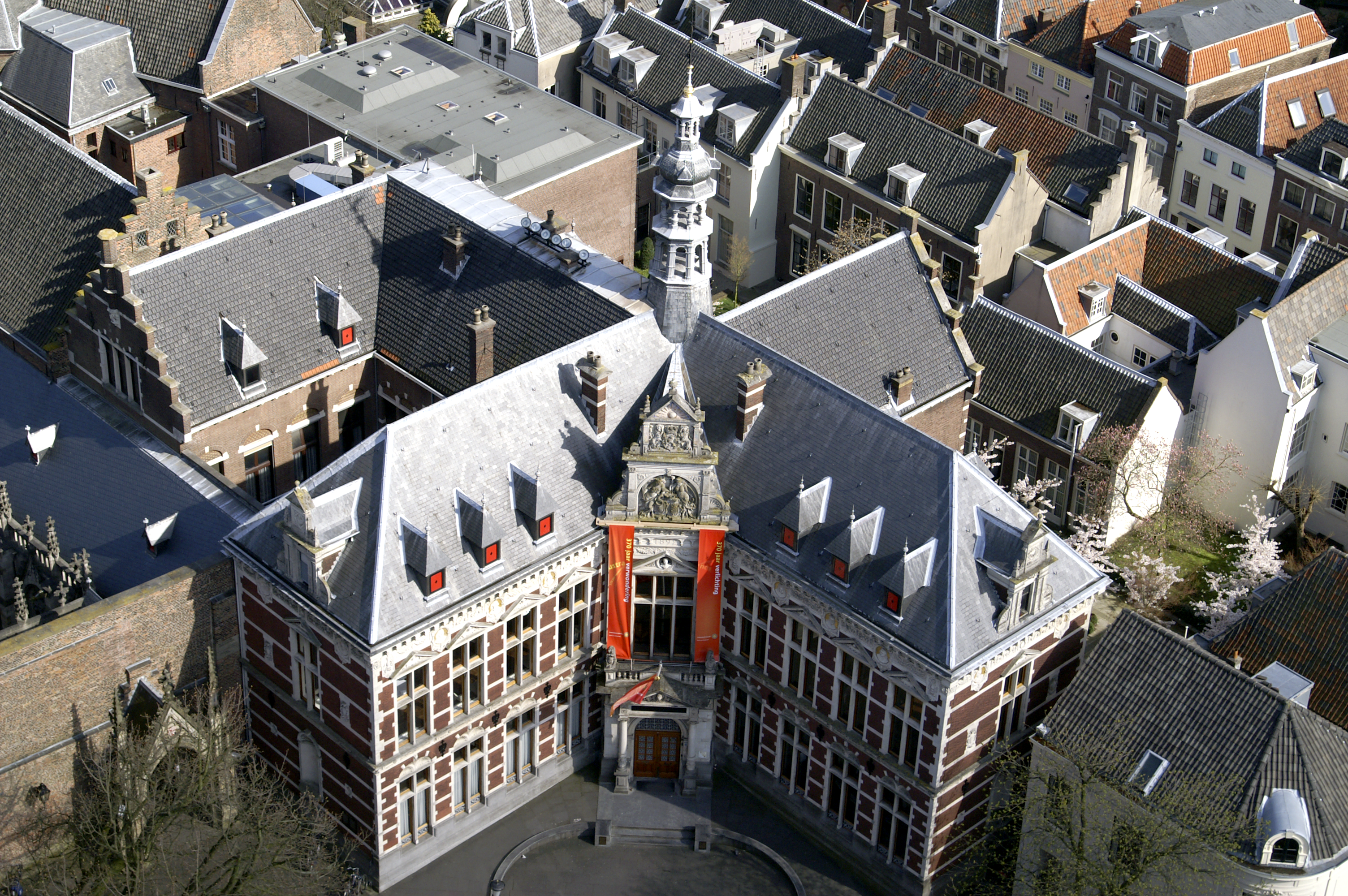
Academiegebouw

## Egresados y profesores célebres
La Universidad de Utrecht ya tiene una serie de eminentes académicos y personalidades entre sus ex alumnos y profesores.
- Christoph Buys Ballot (meteorologista)
- Clarence Barlow (compositor)
- Jan Hendrik van den Berg, psiquiatra
- Nicolaas Bloembergen (físico, laureado del premio Nobel)
- Bernardo Arévalo, (Presidente de Guatemala)
- Arend Jan Boekestein (historien, político)
- Els Borst (antigua Ministra neerlandesa de la Salud, del Bienestar y de los Deportes)
- James Boswell (autor, jurista)
- Pieter Burmann segundo (filólogo)
- Michael Clyne (lingüista)
- David Dalrymple, Lord Hailes, (autor, jurista)
- Peter Debye (físico, laureado del premio Nobel)
- René Descartes (filósofo, matemático)
- Frans de Waal (zoólogo et etólogo)
- Christiaan Eijkman (médico, patólogo, laureado del premio Nobel)
- Willem Einthoven (médico, físico, laureado del premio Nobel)
- Johann Georg Graevius (erudito)
- Louis Grondijs ( experto en Bizancio, Corresponsal de guerra)
- Gerardus 't Hooft (físico, laureado del premio Nobel)
- Jacobus Henricus van 't Hoff (químico, laureado del premio Nobel)
- Jacobus Kapteyn (astrónomo)
- Tjalling Charles Koopmans (matemático, físico, economista, laureado del premio Nobel)
- Aristid Lindenmayer (biólogo)
- Jack van Lint (matemático)
- Rudolf Magnus (farmacólogo y fisiólogo)
- Marcel Minnaert (astrónomo)
- Gérard Mussies (hebraísta)
- Heiko Oberman (historiador)
- Mark Overmars (ingeniero informático)
- Abraham Pais (físico, historiador de las ciencias)
- Perizonius (erudito)
- Wilhelm Röntgen (físico, laureado del premio Nobel)
- Lavoslav Ruzicka (químico, laureado del premio Nobel)
- Johann Jakob Scheuchzer (médico, científico)
- Jan Hendrik Scholten (teólogo)
- Boudewijn Sirks (experto en derecho romano)
- Jan Jacob Slauerhoff (poeta, novelista). Fue asistente a la clínica universitaria en dermatología y enfermedades venéreas en 1929-1930.
- Charles Spencer, tercer conde de Sunderland (estadista)
- Jan Jakob Lodewijk ten Kate (poeta)
- Jan Terlouw (político, novelista)
- Martinus J.G. Veltman (físico, laureado del premio Nobel)
- Hugh Williamson (político)
- Mario Cerutti (historiador)
- Magdalena Sepúlveda Carmona (abogada, especialista en derechos humanos)

## Biografía
- G.W. Kernkamp et al (ed.), De Utrechtsche Universiteit 1636-1936, 2 volumes (Utrecht 1936).
- H.W. von der Dunk et al (ed.), Tussen ivoren toren en grootbedrijf: de Utrechtse Universiteit, 1936-1986 (Maarssen 1986).
- Hervé Jamin, Kennis als opdracht: de Universiteit Utrecht 1636-2001 (Utrecht 2001).